# Vila (Milady Horákové 102, Praha)
Vila čp. 179/XIX je dům na ulici Milady Horákové č. 102 v Praze v Bubenči. Byla postavena podle plánů Karla Hübschmanna po roce 1900 (stavební povolení bylo vydáno 21. listopadu 1900). V letech 1927–1928 byla ale výrazně přestavěna v puristickém stylu podle plánů Kamila Roškota, který zde v té době bydlel. Přestavbou byl původně přízemní dům zvýšen o dvě patra. Vlastníkem nemovitosti je akciová společnost Business Park Centrum podnikatele Jonathana Adriana Jacksona.
V současné době[kdy?] je vila a další vily v sousedství ve špatném stavu a je plánována jejich demolice. Na jejich místě by měl vzniknout administrativní palác Letná Office Park.